# Mirandski jezik
Mirandski jezik (ISO 639-3: mwl; mirandeški), jezik Mirandeza, malenog naroda nastalog cijepanjem od Asturaca nakon prodora Maura na Iberski poluotok. Zajedno s asturskim ili asturleonskim jezikom čini jedan od dva jezika šire asturleonske skupine zapadnoiberskih jezika. Govori ga najviše 15 000 ljudi u sjeveroistočnom Portugalu na jugoistočnom kraju ruralnog područja Tras Os Montes (=iza planina), te u gradu Miranda, njihovom glavnom gradskom središtu. Službeni je regionalni jezik uveden i u škole. 

## Vanjske poveznice
- Ethnologue (14th)
- Ethnologue (15th)